# ألفريدو مارتينيز (لاعب كرة قاعدة)
ألفريدو مارتينيز (بالإنجليزية: Alfredo Martínez)‏ هو لاعب كرة قاعدة أمريكي، ولد في 15 مارس 1957 في لوس أنجلوس في الولايات المتحدة.

## وصلات خارجية
- ألفريدو مارتينيز على موقعبيزبول رفرنس.كوم (الدوري الرئيسي) (الإنجليزية)